# Tina Gascó
Vicenta María Gascó Cortés, conocida artísticamente como Tina Gascó (Sevilla, 24 de septiembre de 1914-Madrid, 18 de agosto de 1973) fue una actriz española.

## Carrera
Hija de la actriz Dolores Cortés, desarrolló casi toda su trayectoria en el teatro. En 1927 se incorporó a la compañía de Ricardo Simó-Raso y Pedro Zorrilla. A partir de entonces trabajaría con Casimiro Ortas, Milagros Leal y Pepe Isbert hasta que acabó formando su propia compañía junto a Fernando Granada, con quien había contraído matrimonio en 1935. En esa primera etapa, actuó en comedias de los Hermanos Álvarez Quintero como Ventolera (1945), estrenando además su última obra: Tuyo y mío.
Junto a su marido formó una de las parejas más sólidas de los escenarios españoles hasta que en 1951 Fernando la abandona para dedicarse al cine. Interpretó obras de Eduardo De Filippo, (Filumena Marturano, 1949),  José María Pemán, Buero Vallejo (Las cartas boca abajo, 1957), Víctor Ruiz Iriarte (Juego de niños, 1952; El café de las flores, 1953; La guerra empieza en Cuba, 1955; La vida privada de mamá, 1956), Enrique Suárez de Deza (Nocturno, 1946), José López Rubio (Una madeja de lana azul celeste, 1951; El remedio en la memoria, 1952), Alfonso Paso (Hay alguien detrás de la puerta, 1959) o Joaquín Calvo Sotelo.
Gascó continuó trabajando asiduamente en teatro hasta 1960 en que deshizo la compañía; desde esa fecha, tan solo actuó de forma muy esporádica junto a José Tamayo. 
Actuó en pocas películas, destacando María de la O (1936), de Francisco Elías, El barbero de Sevilla (1938), de Benito Perojo y Doña María la Brava (1948), de Luis Marquina.

## Filmografía
- María de la O (1936).
- El barbero de Sevilla (1938).
- Doña María la Brava (1948).
- ¡Qué bella eres, Roma! (1959).